# Juan Fernández de Alarcon
Juan Fernández de Alarcon, all'anagrafe Juan de Jesús Fernández de Alarcón (Santo Domingo, 13 dicembre 1956), è un attore e modello dominicano.

## Biografia
Attore specializzato in ruoli di caratterista, è anche stato modello per Nino Cerruti e Yves Saint Laurent.
Nel 1987 è apparso nel video del brano Bitter Fruit di Little Steven.

## Filmografia parziale

### Cinema
- Il trafficone, regia di Bruno Corbucci (1974)
- Fratelli nella notte (Uncommon Valor), regia di Ted Kotcheff (1983)
- Paura su Manhattan (Fear City), regia di Abel Ferrara (1984)
- Salvador, regia di Oliver Stone (1986)
- Mr. Crocodile Dundee 2 ("Crocodile" Dundee II), regia di John Cornell (1988)
- Soggetti proibiti (Kinjite: Forbidden Subjects), regia di J. Lee Thompson (1989)
- Oltre ogni rischio (Cat Chaser), regia di Abel Ferrara (1989)
- Aracnofobia (Arachnophobia), regia di Frank Marshall (1990)
- Air Force - Aquile d'acciaio (Aces: Iron Eagle III), regia di John Glen (1991)
- Fiamme sull'Amazzonia (Fire on the Amazon), regia di Luis Llosa (1991)
- Necronomicon, regia di Christophe Gans, Shūsuke Kaneko e Brian Yuzna (1993)
- Decisione critica (Executive Decision), regia di Stuart Baird (1996)
- Il tempo dei cani pazzi (Mad Dog Time), regia di Larry Bishop (1996)
- Il risolutore (A Man Apart), regia di F. Gary Gray (2003)
- Hell - Scatena l'inferno (In Hell), regia di Ringo Lam (2003)
- Los Bandoleros, regia di Vin Diesel (2009)
- The Collector, regia di Marcus Dunstan (2009)
- Trópico de Sangre, regia di Juan Delancer (2010)

### Televisione
- Sei solo, agente Vincent (L.A. Takedown), regia di Michael Mann - film TV (1989)
- Miami Vice - serie TV, episodio 5x05 (1989)

## Doppiatori italiani
Nelle versioni in italiano delle opere in cui ha recitato, Juan Fernández è stato doppiato da:
- Edoardo Nevola in Mr. Crocodile Dundee 2
- Oreste Baldini in Sei solo, agente Vincent
- Enrico Pallini ne Il risolutore
- Tony Sansone in Fiamme sull'Amazzonia
- Marco Mete in Oltre ogni rischio
- Eugenio Marinelli in Aracnofobia
- Antonio Palumbo in Hell - Esplode la furia
- Saverio Moriones in The Lost City
- Alberto Bognanni in Air Force - Aquile d'acciaio (ridoppiaggio)